# تام لوسی
تام لوسی (انگلیسی: Tom Lucy؛ زادهٔ ۱ مهٔ ۱۹۸۸) قایقران روئینگ اهل بریتانیا است.